# 鹿角四頭
鹿角四頭（かづのしとう）は、鎌倉時代に地頭として、現在の秋田県北東部にあたる陸奥国鹿角郡に入部した鎌倉武士団庶流の国人衆である。

## 出自
1189年（文治5年）の奥州合戦後、年代は不明であるが鹿角に地頭として、関東武士団の成田氏と一族の奈良・安保・秋元四氏が入部し、以後四氏は郡内郷村に定着する。
鎌倉幕府の御家人達が幕府から個々に所領を与えられたのではなく、成田助綱の鹿角郡地頭補任を端緒として、一族として所領を分譲され、また婚姻関係によって郡内に所領を得たりして、同族意識を強化していった。
成田氏は、武蔵国埼西郡（さきい）成田郷を本拠とした崎西郡司の武藤道宗の長子 助高が成田氏を、三子 高長が奈良氏を称した。安保(阿保)氏は武蔵国賀美郡阿保郷を本拠として、この三氏は同族であった。
- 成田氏 - 高市氏、谷内氏、長嶺氏、湯瀬氏、神田氏、毛馬内氏（けまない）、大地氏、荒川氏、高清水氏、関上氏
- 奈良氏 - 大湯氏、小平氏、新斗米氏、瀬田氏、蘆名氏
- 安保(阿保)氏 - 大里氏、花輪氏、柴内氏、中柴内氏、小枝指氏、乳牛氏、長内氏、三ケ田氏、夏井氏、石鳥屋氏、松館氏、尾佐利氏[2]、血牛氏、折加内氏（おりかない）[3]

秋元氏は下野国宇都宮朝綱の子 泰業が嘉禎年間（1235～38年）に上総国周淮郡秋元郷に移住し地名を取って称したのを始まりとした。
- 秋元氏 - 黒土氏、高瀬氏、高屋氏、小坂氏、濁川氏[4]、高梨子氏（たかなし）（『南部叢書』「鹿角由来記」）

## 歴史
1318年（文保2年）に柴内村が安保治郎行員に宛行われている（「鎌倉幕府下知状」）。
建武新政期（1334～36年）、成田頼時は北畠顕家から鹿角国代に任命され、大里城を拠点として郡内を支配。南北朝時代の初期には比内（現・大館市）の浅利氏が、北朝方の曾我氏に味方し、成田氏は南部氏配下として南朝側に係わったため、鹿角・比内の境界は両勢力の接触点となった。
室町時代には南部氏の影響下で、多くの庶流が地縁的結合を強めて鹿角郡内及び比内地方に定着していき、
戦国期後期になると鹿角盆地を取り囲む形で村落が形成され、それを背景とした地侍が館を構築し在地領主として郷村を名字として分立して、郡内でお互いに勢力を競った。その規模は村落単位で50前後が確認される。
南部氏による、南部晴政・信直の父子対立や、1593年（天正20年）の仕置を契機として、多くの地士が散亡している。
安保党の衰亡は1592年（天正19年）の九戸政実の乱と直接関係しており、『系胤譜考』「柴内系譜」の一節に花輪氏、大里氏とともに三家は同時に所領を失ったように伝えている。

## 鹿角由来記
「鹿角由来記」（かづのゆらいき）とは、17世紀中頃に書かれた、旧南部領の米代川上流、鹿角盆地に伝わる各郷村成立の由来や、都より下向した鹿角四頭とその子孫について等を簡明に記載している。『南部叢書』に収録。類書に 「鹿角由来集」、「鹿角旧記」、「鹿角縁記」がある。

### 成田氏
「一、毛馬内村　毛馬内備中領名字成田惣領　南部靭負天文年中三戸より遣わされ知行弐千石所ハ毛馬内、瀬田石、大欠、日暮躰、赤沢、楢柏躰、鰐口屋敷、菅生躰、籠屋敷」

### 奈良氏
「一、大湯村 本ハ大湯左衛門督名字奈良惣領 嫡子四郎左衛門次男次郎左衛門三男彦左衛門 右四郎左衛門天正拾九年九戸一味仕リ生捕ラレ（ト共ニ）三之迫ニテ切腹仕リ侯次郎左衛門彦左衛門ハ津軽ヘ牢人次郎左衛門ハ招返サレ弐百石下サレ三男彦左衛門は津軽越中ヘ奉公 後大湯五兵衛弐千石大湯小坂知行南部御一門毛馬内靭負従兄弟也」
- 「一、新斗米村 新斗米左近領 名字奈良 居館有」
- 「一、瀬田石村 瀬田石太郎左衛門領名字奈良 其後毛馬内大学領 家来ノ月館壱岐ハ武者奉行仰セ付ケラレ忠ヲ仕リ月館村七百石下サル」
- 「一、小枝指村 小枝指左馬助領 名字奈良 大湯左衛門監次男」
- 「一、小平村 小平彦次郎領 名字奈良 小枝指末弟也」

### 安保氏
「一、大里村 大里上総領知知行高千石 本名阿保 館有」
- 「一、花輪村 花輪次郎領知本名阿保 大里上総先祖と兄弟也 花輪臥牛本館へ移る 其子孫村替にて九戸の円子へ知行三百石にて遣わさる 後に天正八年大光寺左衛門を信直公より知行三千石を遣わさる也 村数花輪・尾去・石鳥屋・三ヶ田・夏井右五ヶ村領知 花輪は大館也」
- 「一、柴内村 柴内弥次郎領 本名阿保 高千三百石花輪次郎末弟 京都より一所に下られ 館有」
- 「一、石鳥屋村 石鳥屋五郎領 名字安保 館有り 後南部九郎正友祖は南部御一門鹿角三百町の旗頭に三戸より遣わされ是に御座成され侯」
- 「一、尾去村 尾去越中領名字阿保 館有」

### 秋元氏
- 「一、高瀬村 高瀬土佐領名字秋元 知行村数久保田用ノ目花軒田村松山村高梨村川原館村 居館ハ高瀬」
- 「一、高屋村 高屋筑前領名字字秋元 館有リ 秋田牢人以後信直様御代佐藤近江知行下サル」
- 「一、長牛村 本ハ秋本弾正左衛門領 秋田牢人後ハ一戸摂津守次男名字武田長牛与四郎先祖 鹿角国人旗頭に三戸より御一門南部九郎正友遣わされ侯石鳥谷居城 此時一所ニ指越され侯」

## 鹿角縁記
「鹿角縁記」（かづのえんき）とは、1836年（天保7年）の伊藤為憲の著書。鹿角郡の地誌、歴史、伝承などに関する歴史資料を集めて解説している。